# 레일라 조지
레일라 조지(Leila George, 1992년 ~ )는 오스트레일리아와 미국의 배우이다. 영화 《모털 엔진》과 드라마 《애니멀 킹덤》에 출연하였다. 배우 빈센트 도노프리오와 그레타 스카키의 딸로, 오스트레일리아 시드니에서 태어났고 영국과 미국에서 연기를 배웠다. 마찬가지로 배우인 숀 펜의 세 번째 부인이기도 하였다.

## 출연 작품

### 영화
| 연도 | 제목        | 원제                             | 배역            | 비고    |
| ---- | ----------- | -------------------------------- | --------------- | ------- |
| 2016 | 위험한 동침 | Mother, May I Sleep with Danger? | 리아 루이슨     | TV 영화 |
| 2018 | 모털 엔진   | Mortal Engines                   | 캐서린 발렌타인 |         |
| 2019 | 원티드 킬러 | The Kid                          | 세라 커틀러     |         |
| 미정 | 더 롱 홈    | The Long Home                    | 에즈나 호지스   | 제작중  |

### 텔레비전 드라마
- 애니멀 킹덤(2019-현재) - 제이닌 코디 역